# Алар-дель-Рей
Алар-дель-Рей (ісп. Alar del Rey) — муніципалітет в Іспанії, у складі автономної спільноти Кастилія-і-Леон, у провінції Паленсія. Населення — 1046 осіб (2010).

## Географія
Муніципалітет розташований на відстані близько 250 км на північ від Мадрида, 75 км на північ від Паленсії.

### Клімат
| Клімат Алар-дель-Рея    | Клімат Алар-дель-Рея | Клімат Алар-дель-Рея | Клімат Алар-дель-Рея | Клімат Алар-дель-Рея | Клімат Алар-дель-Рея | Клімат Алар-дель-Рея | Клімат Алар-дель-Рея | Клімат Алар-дель-Рея | Клімат Алар-дель-Рея | Клімат Алар-дель-Рея | Клімат Алар-дель-Рея | Клімат Алар-дель-Рея | Клімат Алар-дель-Рея |
| Показник                | Січ.                 | Лют.                 | Бер.                 | Квіт.                | Трав.                | Черв.                | Лип.                 | Серп.                | Вер.                 | Жовт.                | Лист.                | Груд.                | Рік                  |
| Середній максимум, °C   | 6,7                  | 8,9                  | 12,0                 | 13,3                 | 17,2                 | 22,0                 | 26,4                 | 26,7                 | 22,9                 | 16,5                 | 10,7                 | 7,6                  | 15,9                 |
| Середня температура, °C | 2,7                  | 4,1                  | 6,3                  | 7,8                  | 11,4                 | 15,2                 | 18,7                 | 18,9                 | 15,7                 | 10,9                 | 6,2                  | 3,9                  | 10,2                 |
| Середній мінімум, °C    | −1,2                 | −0,6                 | 0,6                  | 2,2                  | 5,6                  | 8,4                  | 11,0                 | 11,1                 | 8,5                  | 5,3                  | 1,6                  | 0,3                  | 4,4                  |
| Днів з опадами          | 8                    | 8                    | 6                    | 9                    | 10                   | 6                    | 4                    | 4                    | 5                    | 8                    | 8                    | 9                    | 85                   |
| ----------------------- | -------------------- | -------------------- | -------------------- | -------------------- | -------------------- | -------------------- | -------------------- | -------------------- | -------------------- | -------------------- | -------------------- | -------------------- | -------------------- |
| Джерело: www.yr.no      |                      |                      |                      |                      |                      |                      |                      |                      |                      |                      |                      |                      |                      |

### Населені пункти
На території муніципалітету розташовані такі населені пункти: (дані про населення за 2010 рік)
- Алар-дель-Рей: 753 особи
- Бесерріль-дель-Карпіо: 72 особи
- Ногалес-де-Пісуерга: 131 особа
- Сан-Кірсе-дель-Ріо-Пісуерга: 90 осіб

## Демографія
Динаміка населення (INE ):

## Галерея зображень

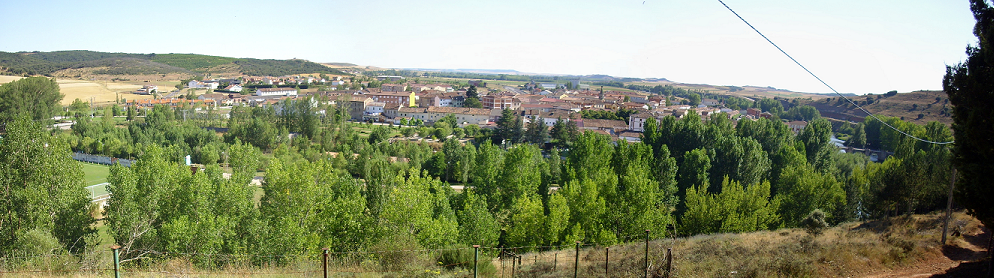
Панорама